# Ptochophyle tristicula
Ptochophyle tristicula là một loài bướm đêm trong họ Geometridae.